# Cyclopia intermedia
Cyclopia intermedia E.Mey. è una pianta della famiglia delle Fabacee endemica del Sudafrica, dalle foglie e dagli steli fermentati della quale si ricava il cosiddetto tè di honeybush'.